# Як ніколи не помилятися. Сила математичного мислення
Як ніколи не помилятися. Сила математичного мислення (англ. How Not to Be Wrong: The Power of Mathematical Thinking) — книга американського математика Джордана Елленберґа, написана ним у 2014 році. Книга є бестселером за версією The New York Times. Переклад книги українською було видано у 2017 році у видавництві «Наш формат».

## Відгуки
Білл Гейтс включив книжку до свого переліку «5 книжок, які варто прочитати цього літа» у 2016 році. Гейтс зауважує, що книжка допомагає йому зрозуміти, що «всі ми увесь час займаємося математикою».
Видання The Washington Post зазначає: «Надзвичайна книжка…Талантові Елленберґа знаходити реальні життєві ситуації, які підтверджують математичні принципи, міг би позаздрити будь-який учитель математики».